# Glenrock
Glenrock és una població dels Estats Units a l'estat de Wyoming. Segons el cens del 2000 tenia 2.231 habitants.

## Demografia
Segons el cens del 2000, Glenrock tenia 2.231 habitants, 925 habitatges, i 641 famílies. La densitat de població era de 446,3 habitants/km².
Dels 925 habitatges en un 33,8% hi vivien nens de menys de 18 anys, en un 54,1% hi vivien parelles casades, en un 11,5% dones solteres, i en un 30,6% no eren unitats familiars. En el 26,7% dels habitatges hi vivien persones soles l'11,9% de les quals corresponia a persones de 65 anys o més que vivien soles. El nombre mitjà de persones vivint en cada habitatge era de 2,41 i el nombre mitjà de persones que vivien en cada família era de 2,89.
Per edats la població es repartia de la següent manera: un 28,8% tenia menys de 18 anys, un 6,6% entre 18 i 24, un 25,6% entre 25 i 44, un 25,8% de 45 a 60 i un 13,2% 65 anys o més.
L'edat mediana era de 38 anys. Per cada 100 dones de 18 o més anys hi havia 89,4 homes.
La renda mediana per habitatge era de 32.300 $ i la renda mediana per família de 40.927 $. Els homes tenien una renda mediana de 32.778 $ mentre que les dones 18.795 $. La renda per capita de la població era de 17.088 $. Entorn de l'11,4% de les famílies i el 13% de la població estaven per davall del llindar de pobresa.

## Poblacions més properes
El següent diagrama mostra les poblacions més properes.